# Diabetická makroangiopatie
Diabetická makroangiopatie je souhrnné označení pro aterosklerotické projevy na velkých tepnách diabetiků. Termín makroangiopatie je analogií pojmu mikroangiopatie (postižení malých cév), někdy jsou spojovány pod společný pojem diabetická angiopatie. Neexistují morfologické rozdíly mezi aterosklerotickými změnami u diabetiků a nediabetiků, avšak diabetici jsou touto chorobou postiženi 2-4x častěji a může se vyskytnout i na menších cévách.
Klinické projevy makroangiopatie jsou velmi rozmanité a závisí na druhu a místě poškození velkých tepen, nejčastěji jde o ischemickou chorobu srdeční, cévní mozkové příhody, ischemickou chorobu dolních končetin a sexuální poruchy.
Léčba spočívá v odstranění rizikových faktorů jako:
- vysoký krevní tlak (hypertenze)
- obezita
- zvýšená koncentrace tuků v krvi (hyperlipidemie)
- kouření